# Борислав Дионисиев
Вижте пояснителната страница за други личности с името Борислав Дионисиев.
Борислав Христов Дионисиев е български бизнесмен (търговия с горива, фармация, туризъм и др.), почетен консул на Република Малдиви в България.

## Биография
Борислав Дионисиев е роден в София на 27 юли 1947 г. Възпитаник е на Английската гимназия в София, където е съученик на Георги Пирински. Завършва „Външна търговия“ във Висшия икономически институт „Карл Маркс“.
Започва кариерата си в Института за съвременни социални теории към АОНСУ, където е от 1975 до 1981 г. Специализира в Университета на Осло, Норвегия, през 1979 г. е журналист е в сп. „Отечество“ от 1981 до 1989 г.
Докато е в Лондон и работи по статия, получава предложение от гръцкото семейство Вардиноянис, чието богатство се изчислява на $8 млрд., да представлява техните интереси в Източна Европа. Така от новото представителство на Вардиноянис във Виена Дионисиев представлява гръцката фамилия за страните от бившия СССР през 1989-1991 г.
В България участва в първия опит за приватизация на Булбанк, в който Вардиноянис не печели заради по-ниска оферта на първи кръг. Впоследствие търгът е отменен и Борислав Дионисиев се разделя с гръцката фамилна групировка.
Впоследствие Дионисиев се превръща в инвеститор в разни сектори на българската икономика. Намесва се в българския бизнес с дистрибуция на горива, първоначално работейки с държавната тогава „Петрол“, а през 1992 създава собствена верига бензиностанции „Булвария холдинг“. По различно време Дионисиев има дялове във „Варко“, „Балкантурист“, „Електроимпекс“, „Елфарма“, „Софарма“, „Машиноекспорт“, „Електромашинари холдинг“ и „Булярд“.
Член е на Конфедерацията на едрите индустриалци и на Български бизнес клуб „Възраждане“ от основаването на сдруженията (съотв. 1993 и 2001).

## Агент на ДС
Борислав Дионисиев е бил агент на Държавна сигурност под псевдоним „Христов“ във Второ главно управление. Вербуван е през 1981 г. като агент по американска линия.
Проверен е от комисията по досиетата в качеството му на член на Съвета на директорите на „Капиталбанк“, която впоследствие е придобита от ЦКБ.

## Семейство
Борислав Дионисиев е брат на Светла Дионисиева, театрална актриса, директорка на Българския културен институт в Лондон.
От първия си брак има син Христо, бизнесмен, и дъщеря Светла, дизайнер, завършила и живееща в Австрия.
Борислав Дионисиев ок. 1987 г. се оженва за Олга Щербицкая, дъщеря на първия секретар на Комунистическата партия на УССР Владимир Шчербицки, от която има дъщеря Радослава (Рада)
След развод влиза във връзка с Михаела Калайджиева (сестра на политичката Гергана Паси), която на 18 август 2014 г. му ражда син Борислав Дионисиев-младши.